# デス・イン・ヴェガス
デス・イン・ヴェガス（Death in Vegas）は、イングランド出身のサイケデリック・ロック、ビッグ・ビート、エレクトロデュオ。1994年にリチャード・フィアレスとスティーヴ・ヘリアーの2人で結成。1999年、スティーヴに代わり、デビュー時からリチャードのリミックス作品の殆どに参加してきたティム・ホルムズが共同プロデュースを務めるようになった。ライブではバンド形態をとっている。

## メンバー

### 現在のメンバー
- リチャード・フィアレス (Richard Fearless) - プロデューサー、作曲家、エレクトロニクス (1994年– )

### 旧メンバー
- ティム・ホルムズ (Tim Holmes) - 共同プロデュース、エンジニアリング、ミキシング (1996年-2004年)
- スティーヴ・ヘリアー (Steve Helier) - 共同プロデュース、エンジニアリング、ミキシング (1994年-1999年)
- イアン・バトン (Ian Button) - ギター (1996年-2011年)
- テリー・マイルズ (Terry Miles) - キーボード (2002年-2004年)
- ダニー・ハモンド (Danny Hammond) - ギター (2002年-2004年)
- シーマス・ビージェン (Seamus Beaghen) - キーボード (1996年-2002年)
- マット・フリント (Mat Flint) - ベース (1996年-2005年、2011年)
- デイヴ・ニール (Dave Neale) - ドラム (2011年)
- ドミニク・キーン (Dominic Keane) - ベース (2011年)
- サイモン・ハンソン (Simon Hanson) - ドラム (1998年-2004年) ※スクイーズ、Planet Funk

## ディスコグラフィ

### スタジオ・アルバム
- 『デッド・エルヴィス』 - Dead Elvis (1997年)
- 『ザ・コンティーノ・セッションズ』 - The Contino Sessions (1999年)
- 『スコーピオ・ライジング』 - Scorpio Rising (2002年)
- Satan's Circus (2004年)
- 『トランス・ラヴ・エナジーズ』 - Trans-Love Energies (2011年)
- 『トランスミッション』 - Transmission (2016年)

### コンピレーション・アルバム
- Back to Mine (Vol. 16) (2004年)
- 『ミルク・イット〜ベスト・オブ・デス・イン・ヴェガス』 - Milk It: The Best of Death in Vegas (2005年)
- FabricLive.23 (2005年)
- The Best of Death in Vegas (2007年)